# خوک نعنای فلفلی
| بررسی انتقادی               | بررسی انتقادی |
| منبع                        | رتبه‌بندی      |
| --------------------------- | ------------- |
| آل‌میوزیک                    | [ ۱ ]         |
| راهنمای ضبط آلترناتیو اسپین | 4/10          |

«خوک نعنای فلفلی» (به انگلیسی: Peppermint Pig) ترانه‌ای از گروهٔ موسیقی آلترناتیو راک اسکاتلندی کوکتو تویینز می‌باشد که هم به صورت تک‌آهنگ و هم به‌صورت ئی‌پی ۱۲" در ۴ آوریل سال ۱۹۸۳ از ۴ای‌دی منتشر گردید. خوک نعناع فلفلی از لحاظ موسیقایی به انتشار قبلی که لالایی‌ها نام دارد، نزدیک بود و شباهت داشت. این آخرین اثر کوکتو تویینز به‌همراهٔ بیسیست قبلی آن‌ها ویل هگی بود.